# Bích Hòa
Bích Hòa là một xã thuộc huyện Thanh Oai, thành phố Hà Nội, Việt Nam.
Xã Bích Hòa có diện tích 5,19 km², dân số năm 1999 là 7290 người, mật độ dân số đạt 1405 người/km².